# 姚冶誠
姚 冶誠（よう やせい、拼音：Yáoyěchéng、1887年 - 1966年）は、蔣介石の側室で、蔣緯国の養母である。

## 生涯
1887年（光緒13年）、江蘇省呉県南橋鎮（現：蘇州市相城区南橋）にて生まれる。その後、呉県庄浜郷（現：相城区庄浜）に転居する。
1911年、辛亥革命の南北和議期間に上海の遊女屋へ遊びに来た蔣介石と会い、面識ができた。その後、何度かの逢瀬の末、同棲を始める。そもそも姚冶誠が見込んで落籍を頼んだという。
姚冶誠と蔣介石の間に子供は居なかったが、蔣介石の義兄弟である戴季陶の子供を養子にし、蔣緯国と名づけ育てた。
1927年、蔣介石が宋美齢と結婚することになると、蔣は呉忠信に姚冶誠の世話を頼んだ。その後、姚冶誠は蘇州に移り住むが生活費用は蔣介石が負担していた。
1949年、国共内戦により、蔣介石は台湾へと逃亡するが、姚冶誠も蔣緯国を伴い台湾の桃園へ移住した。
1957年、蔣緯国が邱如雪と結婚し、台中へ転居するとそれに従った。
1966年、病没。79歳没。